# Piece by Piece (Kelly-Clarkson-Album)
Piece by Piece ist das sechste Studioalbum der US-amerikanischen Sängerin Kelly Clarkson, das im Februar 2015 erschien.

## Entstehung und Veröffentlichung
Die Erstveröffentlichung von Piece by Piece erfolgte am 27. Februar 2015 bei den Musiklabels 19 Records und RCA Records. Das Album erschien in seiner Standardausführung als CD, Download und Streaming mit 13 Titeln (Katalognummer: 88875070852). Am gleichen Tag erschien eine Deluxeversion mit drei Bonustiteln (Katalognummer: 88875070862).
Geschrieben wurden die Lieder von verschiedenen, wechselnden Autoren, darunter namhafte Musiker wie Sia Furler (Invincible), Matthew Koma (Someone) oder auch Julia Michaels (War Paint). Clarkson selbst war beim Schreibprozess von sechs der 16 Lieder beteiligt. Mit Run Run Run befindet sich eine Coverversion auf dem Album, die Clarkson im Duett mit John Legend aufnahm und im Original aus dem Jahr 2014, von der deutschen Band Tokio Hotel, stammt. Für die Produktion zeichneten Chris DeStefano (1 Titel), Jason Halbert (4 Titel), Greg Kurstin (8 Titel) und Jesse Shatkin (3 Titel) verantwortlich.

## Inhalt
Die Aufnahmen zu Clarksons Album Piece by Piece fielen mitten in die Schwangerschaft der Sängerin mit ihrer Tochter River Rose Blackstock, weshalb der Song Take You High selbige thematisiert. Clarkson beschreibt die Aufnahmen als gleichermaßen spannend und völlig unberechenbar. Die Liedtexte beziehen sich auf Erfahrungen aus dem Leben der Sängerin.

## Titelliste
1. Heartbeat Song 3:18
2. Invincible 3:58
3. Someone 3:39
4. Take You High 4:20
5. Piece By Piece 4:17
6. Run Run Run 4:32 (feat. John Legend)
7. I Had a Dream 3:58
8. Let Your Tears Fall 3:55
9. Tightrope 3:32
10. War Paint 3:44
11. Dance with Me 4:20
12. Nostalgic 3:37
13. Good Goes the Bye 3:21

Bonustitel
1. Bad Reputation 3:18
2. In the Blue 4:41
3. Second Wind 3:15

## Singleauskopplungen

### Heartbeat Song
Der auf dem Album befindliche Heartbeat Song wurde bereits am 12. Januar 2015 als Download von Sony Music ausgekoppelt und veröffentlicht. Clarkson schrieb den Song gemeinsam mit ihrem langjährigen Mitarbeiter und ehemaligen Jurymitglied von American Idol Kara DioGuardi und Greg Kurstin, der zuvor an der Arbeit ihrer Grammy-nominierten Single Stronger mitwirkte. Das Lied mit pointierter Melodie beschreibt die Begegnung mit jemandem, der einen wieder an die Liebe glauben und das Herz flattern lässt. Der Song erreichte im Mai 2015 Platz 1 in den US Hot Dance Club Songs und wurde im selben Jahr in Großbritannien mit der Silberne Schallplatte ausgezeichnet.

### Invincible
Der auf dem Album enthaltene Song Invincible entstand in Zusammenarbeit mit der australischen Sängerin und Songwriterin Sia, die im Frühjahr 2014 mit ihrem Hit Chandelier bereits selbst die Top Ten der Charts erreicht hatte. Die Single erschien am 18. Mai 2015.

### Piece by Piece
Am 9. November 2015 wurde der Song Piece by Piece veröffentlicht.

### Singles in den Charts
| Jahr | Titel          | Höchstplatzierung, Gesamtwochen, AuszeichnungChartplatzierungen (Jahr, Titel, , Platzierungen, Wochen, Auszeichnungen, Anmerkungen) | Höchstplatzierung, Gesamtwochen, AuszeichnungChartplatzierungen (Jahr, Titel, , Platzierungen, Wochen, Auszeichnungen, Anmerkungen) | Höchstplatzierung, Gesamtwochen, AuszeichnungChartplatzierungen (Jahr, Titel, , Platzierungen, Wochen, Auszeichnungen, Anmerkungen) | Höchstplatzierung, Gesamtwochen, AuszeichnungChartplatzierungen (Jahr, Titel, , Platzierungen, Wochen, Auszeichnungen, Anmerkungen) | Höchstplatzierung, Gesamtwochen, AuszeichnungChartplatzierungen (Jahr, Titel, , Platzierungen, Wochen, Auszeichnungen, Anmerkungen) | Anmerkungen                                                 |
| Jahr | Titel          | DE | AT | CH | UK | US | Anmerkungen                                                 |
| ---- | -------------- | --- | --- | --- | --- | --- | ----------------------------------------------------------- |
| 2015 | Heartbeat Song | DE16 Gold · (19 Wo.)DE | AT8 (17 Wo.)AT | CH24 (15 Wo.)CH | UK7 Platin · (18 Wo.)UK | US21 Platin · (20 Wo.)US | Erstveröffentlichung: 12. Januar 2015 Verkäufe: + 1.895.000 |
| 2015 | Piece by Piece | — | — | — | UK27 Silber · (3 Wo.)UK | US8 (15 Wo.)US | Erstveröffentlichung: 9. November 2015 Verkäufe: + 200.000  |

## Rezeption

### Rezensionen
Alle Lieder klingen – wie der Titel schon sagt – Stück für Stück immer ein wenig anders und reichen von Pop-Ohrwürmern (Heartbeat Song) über rockige, funkige und soulige Songs bis hin zu elektronisch-poppigen Nummern, wobei der Song Run Run Run gemeinsam mit John Legend in einem souligen Duett interpretiert wurde. Das Album enthält auch gefühlvolle Balladen wie Invincible und Tightrope.

### Preise
Das Album wurde im Rahmen der Grammy Awards 2016 als Bestes Gesangsalbum – Pop nominiert. Zudem wurde der auf dem Album enthaltene Heartbeat Song als beste Pop-Performance eines Solokünstlers nominiert. Das Lied Piece by Piece wurde im Rahmen der Grammy Awards 2017 in der Kategorie Beste Pop-Solodarbietung nominiert.

## Kommerzieller Erfolg

### Chartplatzierungen
Piece by Piece avancierte, in der Chartwoche vom 15. März 2015, zum Nummer-eins-Erfolg in den US-amerikanischen Billboard 200.
| ChartsChartplatzierungen       | Höchstplatzierung | Wochen |
| ------------------------------ | ----------------- | ------ |
| Deutschland (GfK)              | 30 (3 Wo.)        | 3      |
| Österreich (Ö3)                | 27 (2 Wo.)        | 2      |
| Schweiz (IFPI)                 | 29 (4 Wo.)        | 4      |
| Vereinigte Staaten (Billboard) | 1 (39 Wo.)        | 39     |
| Vereinigtes Königreich (OCC)   | 6 (9 Wo.)         | 9      |

| ChartsJahrescharts (2015)      | Platzierung |
| ------------------------------ | ----------- |
| Vereinigte Staaten (Billboard) | 105         |

### Auszeichnungen für Musikverkäufe
| Land/Region                  | Auszeichnungen für Musikverkäufe (Land/Region, Auszeichnung, Verkäufe) | Verkäufe |
| ---------------------------- | ---------------------------------------------------------------------- | -------- |
| Neuseeland (RMNZ)            | Gold                                                                   | 7.500    |
| Norwegen (IFPI)              | Gold                                                                   | 15.000   |
| Vereinigte Staaten (RIAA)    | Gold                                                                   | 500.000  |
| Vereinigtes Königreich (BPI) | Silber                                                                 | 60.000   |
| Insgesamt                    | 1× Silber · 3× Gold ·                                                  | 582.500  |

Hauptartikel: Kelly Clarkson/Auszeichnungen für Musikverkäufe